# 帯刀舎人
帯刀舎人（たちはきのとねり）は、律令制で定められた武官。春宮坊舎人監に監察される雑務職員である東宮舎人から選ばれ、武器を帯びて警護の任務に当たった下級官人を指す。要するに皇太子の護衛者である。略して帯刀（たちはき）とも言う。遅くとも12世紀末までには、俗に「たてわき」とも訓まれた（『色葉字類抄』）。

## 歴史
稲荷山古墳出土鉄剣の銘文に見られる「杖刀人」の訓を「たてわき」と比定する説があり、これに従えば帯刀舎人はヤマト王権の固有の官職として、律令制以前の古墳時代から引き継がれたものとなる。
奈良時代末の宝亀7年（776年）に、皇太子山部親王（後の桓武天皇）のために10人が置かれたのが文献上の始まりである。その後、大同元年（806年）5月27日に10人、さらに天安元年（857年）5月8日に10人が追加され、計30人になった（『享禄本類聚三代格』）。
蔭子孫（おんしそん、皇親・五世王の子か孫・貴族（五位以上の人物）の子か孫）もしくは位子（いし、内六位から内八位までの下級官人の嫡子）らのうち、帯刀試（たちはきのこころみ）という武芸試験を合格したものが採用された。武芸の腕前は弓術によって評価され、試験には騎射（うまゆみ）と歩射（かちゆみ）があった。採用後、騎射（弓騎兵部隊）と、歩射（弓歩兵部隊）の二部隊に分かれ、それぞれに上官である長（おさ）1人・部領（ことり）2人・副部領（わきことり）が存在したが、後には長が全体で1人となり、騎射・歩射の両方の帯刀を統括することが多かった。
本来は東宮舎人の一種であるから、形式的には春宮坊三監のひとつ舎人監（とねりげん）に監察されるはずだが、舎人監そのものは延喜年間（901–923年）以降に自然消滅した。そのため、実質的には、皇太子（院政期には上皇）に直属する近衛兵である。帯刀舎人に対する禄（官人への給与）は、春夏・秋冬の年二回、春宮坊の予算から出た。
平安時代初期には、皇太子近衛の軍事力として目覚ましく活躍した。摂関期（10世紀後半から11世紀後半）になって、皇太子の権力が衰えると、帯刀もまた存在感を減らした。しかし、院政期（11世紀後半から12世紀末）には、治天の君である上皇が在地武士に帯刀の身分を与えることで、院の戦力に組み込まれ、一時的に重要度が増した。その後、朝廷の実力が衰退するにつれ、再び名誉職化した。戦国時代から江戸時代には、正式に帯刀舎人の官職を持たない者でも、通称として勝手に「帯刀（たてわき）」と名乗ることがしばしば行われた（百官名）。
かつては源氏・平氏の重代の武士が任じられることが多かった（『職原抄』下）。たとえば、康和5年（1103年）10月21日には、河内源氏四代目棟梁の源義忠が帯刀長に任じられていて、歩射の試験を受ける人物のリストに入っている（なお、長であるはずの義忠が試験を当日欠席しているので、試験は有名無実化していたらしい）。
帯刀は雑務役にすぎない舎人の一種であるから、官位相当は特に無い。副官である部領（ことり）が、衛門府の尉（大尉：従六位下相当、少尉：正七位上）を兼ねた場合の別名を指定されているから、おおよそこのランクと同等と見なされたようである。しかし、皇室の側近であることからか、帯刀の官職を得た場合は、より位階が高い官職よりも通称として好まれる場合があった。たとえば、細川直俊は民部少輔（従五位下相当）でもあるが「細川帯刀先生」と呼ばれ、楠木正行は河内守（従五位上相当）でもあるが「楠木帯刀」と呼ばれている。

## 職員
長（おさ）
帯刀舎人の隊長。正式な官職名は帯刀長（たちはきのおさ）だが、帯刀先生（たちはきのせんじょう）あるいは単に先生（せんじょう）という別名も用いられる。本来は定員2名だが、興国元年/暦応3年（1340年）の頃には1名のみが任じられることが多かった（北畠親房『職原抄』下）。
部領（ことり）
（弓騎兵部隊の）副隊長。俗に「籠取」「木取」「小鳥」「木鳥」とも書く。定員は左と右の計2名。左衛門尉と兼ねた場合は左部領（左木鳥）、右衛門尉と兼ねた場合は右部領（右木鳥）と呼ばれた（『標註職原抄』）。
歩射部領（かちことり）
弓歩兵部隊の副隊長。同じく左と右の2人がいた（『山槐記』）。
副部領（わきことり）
（弓騎兵部隊の）副々隊長。俗に「腋小鳥」「籠取腋」とも書く。略して「副（わき）」（あるいは腋）とも呼ばれる（「腋」は「掖」とも書かれる）。
歩射副部領（かちわきことり）
弓歩兵部隊の副々隊長。略して「歩射副（かちわき）」（あるいは歩射腋）とも呼ばれる。
三番（みつがい）
騎射（弓騎兵）を務める平隊員。「三結」とも書く。
連（つれ）
歩射（弓歩兵）を務める平隊員。部領を含めて定数は20名（『職原抄』下）。

## 主な任官者一覧
平安時代
- 藤原長能：帯刀長
- 宮道潔興：帯刀舎人
- 伴健岑：帯刀舎人
- 藤原好風：帯刀舎人
- 源重之：帯刀長
- 源頼貞：帯刀長
- 源義忠：帯刀長
- 源義賢：帯刀長
- 源義国：帯刀長
- 志田三郎先生（源義広）：帯刀長

鎌倉時代
- 大内惟信：帯刀長
- 楠木正季：帯刀舎人

南北朝時代
- 楠木正行：帯刀舎人（帯刀左部領？）
- 細川直俊：帯刀長

戦国時代
- 堀尾吉晴：帯刀長
- 安藤直次：帯刀長